# Enzenbach (Mur)
Der Enzenbach ist ein etwas über 1,8 Kilometer langer Bach im Gebiet der Marktgemeinden Deutschfeistritz und Gratwein-Straßengel im Bezirk Graz-Umgebung in der Steiermark. Er fließt im westlichen Teil des Grazer Berglandes, durch das Österreichische Freilichtmuseum und mündet dann von rechts kommend in die Mur.

## Verlauf
Der Enzenbach entsteht in einem Waldgebiet am Südwesthang des Pfaffenkogels auf etwa 631 m ü. A. im südwestlichen Teil der Katastralgemeinde Kleinstübing.
Der Bach fließt anfangs ziemlich gerade südsüdostwärts, bildet aber nach etwa 350 Meter nach der Querung eines Weges einen flachen Linksbogen der nach Südosten fließt. Nach etwa 60 Metern nach Beginn dieses Bogen erreicht der Enzenbach das Gebiet des Österreichischen Freilichtmuseums und der Streusiedlung Enzenbach. Im weiteren Verlauf folgt er grob der Gemeindegrenze zwischen Deutschfeistritz und Gratwein-Straßengel. Nach etwa 300 Metern nimmt der Bach den von rechts kommenden westlichen Heilanstaltenbach auf und fließt danach für etwa 150 Meter relativ gerade ostwärts. Nach der Mündung des ebenfalls von rechts kommenden östlichen Heilanstaltenbach schwenkt der Enzenbach auf einen Nordnordostkurs. Nach weiteren 50 Metern fließt der Bach in einen flachen Rechtsbogen um die Hänge des Gsollerkogels herum, insgesamt nach Nordosten. Auf diesen Kurs bleibt der Enzenbach auch bis zu seiner Mündung.
Etwa 70 Meter vor seiner Mündung verlässt der Enzenbach das Areal des Freilichtmuseums und quert die Bahnstrecke der Südbahn sowie die Landesstraße L 334, die Gratweiner Straße. Der Enzenbach mündet nach einem über 1,85 Kilometer langen Lauf mit einem mittleren Sohlgefälle von 13 % etwa 250 Höhenmeter unterhalb seines Ursprungs etwa 15 Meter östlich der Landesstraße L334 und rund 120 Meter nördlich des Gsollerkogelgrabens in die Mur.
Auf seinem Lauf nimmt der Enzenbach zwei von rechts sowie fünf von links kommende Wasserläufe auf.
| Zuläufe und Bauwerke \| Enzenbach (Mur) \| Enzenbach (Mur) \| Enzenbach (Mur) \| Enzenbach (Mur) \| Enzenbach (Mur) \| \| --------------- \| -------------------------- \| --------------- \| -------------------------- \| --------------- \| \| Legende \| \| \| \| \| \| \| Deutschfeistritz \| \| Deutschfeistritz \| \| \| \| Gratwein-Straßengel \| \| Gratwein-Straßengel \| \| \| \| Westlicher Heilanstaltbach \| \| \| \| \| \| Östlicher Heilanstaltbach \| \| \| \| \| \| \| \| Nördlicher Museumsbach I \| \| \| \| Deutschfeistritz \| \| Deutschfeistritz \| \| \| \| \| \| Nördlicher Museumsbach II \| \| \| \| \| \| Nördlicher Museumsbach III \| \| \| \| Gratwein-Straßengel \| \| Gratwein-Straßengel \| \| \| \| \| \| Nördlicher Museumsbach IV \| \| \| \| \| \| Nördlicher Museumsbach V \| \| \| Mur \| \| \| \| \| |                            |  |                            |  |
| Enzenbach (Mur) |                            |  |                            |  |
| Legende |                            |  |                            |  |
| | Deutschfeistritz           |  | Deutschfeistritz           |  |
| | Gratwein-Straßengel        |  | Gratwein-Straßengel        |  |
| | Westlicher Heilanstaltbach |  |                            |  |
| | Östlicher Heilanstaltbach  |  |                            |  |
| |                            |  | Nördlicher Museumsbach I   |  |
| | Deutschfeistritz           |  | Deutschfeistritz           |  |
| |                            |  | Nördlicher Museumsbach II  |  |
| |                            |  | Nördlicher Museumsbach III |  |
| | Gratwein-Straßengel        |  | Gratwein-Straßengel        |  |
| |                            |  | Nördlicher Museumsbach IV  |  |
| |                            |  | Nördlicher Museumsbach V   |  |
| Mur |                            |  |                            |  |

## Naturschutz
Der Enzenbach fließt zwischen den Pfaffenkogel im Norden und den Gsollerkogel im Süden und damit auch durch das Naturschutzgebiet Pfaffenkogel-Gsollerkogel.
Im November 2018 wurde vom Amt der Steiermärkischen Landesregierung beschlossen den Unterlauf des Enzenbaches zusammen mit dem Oberlauf des Schirningbaches und dessen Zuläufen von der steiermärkischen Landesregierung als ein Europaschutzgebiets auszuweisen. Das 29,31 Hektar große Gebiet dient der Umsetzung der Richtlinie 92/43/EWG (Fauna-Flora-Habitat-Richtlinie) und dem Schutz der dort vorkommenden Großen Quelljungfer (Cordulegaster heros), einer Libellenart.